# Anthracotherium
L'antracoterio (gen. Anthracotherium) è un mammifero estinto, appartenente agli artiodattili. Visse tra l'Eocene medio e il Miocene superiore (45 – 15 milioni di anni fa). I suoi resti sono stati ritrovati in Europa, in America del Nord e in Asia.

## Descrizione
L'aspetto dell'antracoterio era piuttosto simile a quello di un maiale lungo circa due metri. Il cranio, però, era molto lungo e basso, dotato di una cresta parietale. Le orbite erano piccole e aperte posteriormente; il muso era eccezionalmente sviluppato e superava in lunghezza il resto del cranio. La bolla timpanica era molto rigonfia, mentre l'arcata zigomatica era relativamente stretta.
La dentatura inferiore era costituita da tre molari e quattro premolari su ciascuna mandibola, un canino molto allungato e incisivi a forma di vanga e diretti in avanti. I molari superiori erano quadrangolari e formati da 5 cuspidi coniformi basse (i due esterni più alti di quelli interni). Il protoconulo era ben sviluppato, mentre il protocono e il metaconulo erano dotati di due pieghe a forma di mezzaluna. Parastilo e mesostilo erano robusti, mentre il metastilo (in particolare sul terzo molare) era debole. Il quarto premolare superiore era corto e a forma di doppia piramide; gli altri premolari erano più lunghi e disposti obliquamente.
Gli arti erano robusti e simili a quelli degli ippopotami, ma più snelli nella forma generale. Le ossa del carpo e del tarso non erano saldate, e l'epifisi distale dei metapodi era dotata di scanalature solo sulla superficie plantare.

## Classificazione

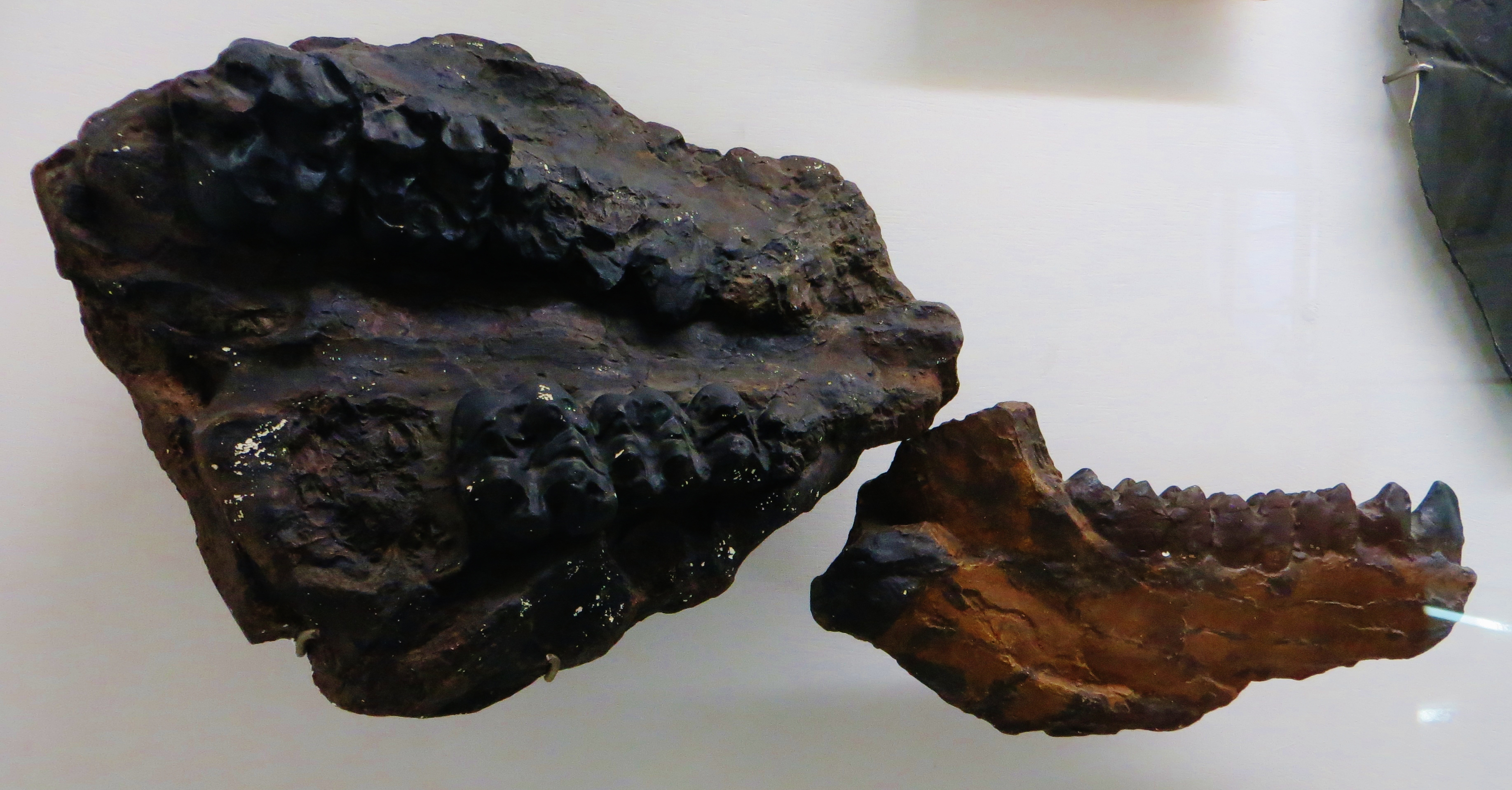
Cranio e mandibola di Anthracotherium monsvialense

L'antracoterio è il genere più conosciuto della famiglia degli antracoteriidi (Anthracotheriidae) ed è ovviamente quello che dà il nome all'intero gruppo. Questi animali sono considerati parenti stretti di maiali e ippopotami, ed è possibile che proprio da un ceppo di questa famiglia si siano originati gli attuali ippopotami. Al contrario della specie attuale, però, l'antracoterio non presentava adattamenti spinti per uno stile di vita anfibio, come ad esempio lo spostamento delle orbite al di sopra del piano frontale o l'arretramento dei nasali.
Anthracotherium è molto diffuso nei giacimenti europei dell'Oligocene: i suoi resti sono stati ritrovati in gran numero in Francia, Germania, Svizzera e Italia. La prima specie di questo genere a comparire in Europa è A. monsvialense ritrovato in Italia a metà '800 nelle cave di Monteviale (provincia di Vicenza). Questo animale aveva dimensioni ridotte rispetto ad Anthracotherium magnum, specie che compare a metà Oligocene. A. magnum [ex. A. gastaldii] è stato descritto grazie ai ritrovamenti di alcune ossa fossili presso Cadibona (Savona). Il genere Anthracotherium si estingue a fine Oligocene, circa 23 milioni di anni fa.
La storia dei ritrovamenti degli antracoteri in Italia è fortemente legata alle ricerche minerarie che caratterizzano la Penisola fino alla fine della II Guerra Mondiale. Infatti, i fossili di questa specie sono stati recuperati in giacimenti di lignite, come in quello di Chiuppano, utilizzata in passato per ottenere combustibile.
I resti di questo animale sono oggi esposti presso il Museo di Geologia e Paleontologia dell'Università di Padova (reperti provenienti da Monteviale), presso la Biblioteca Civica di Thiene (reperti recuperati a Chiuppano) e presso il Museo di Paleontologia di Firenze (reperti di Cadibona).

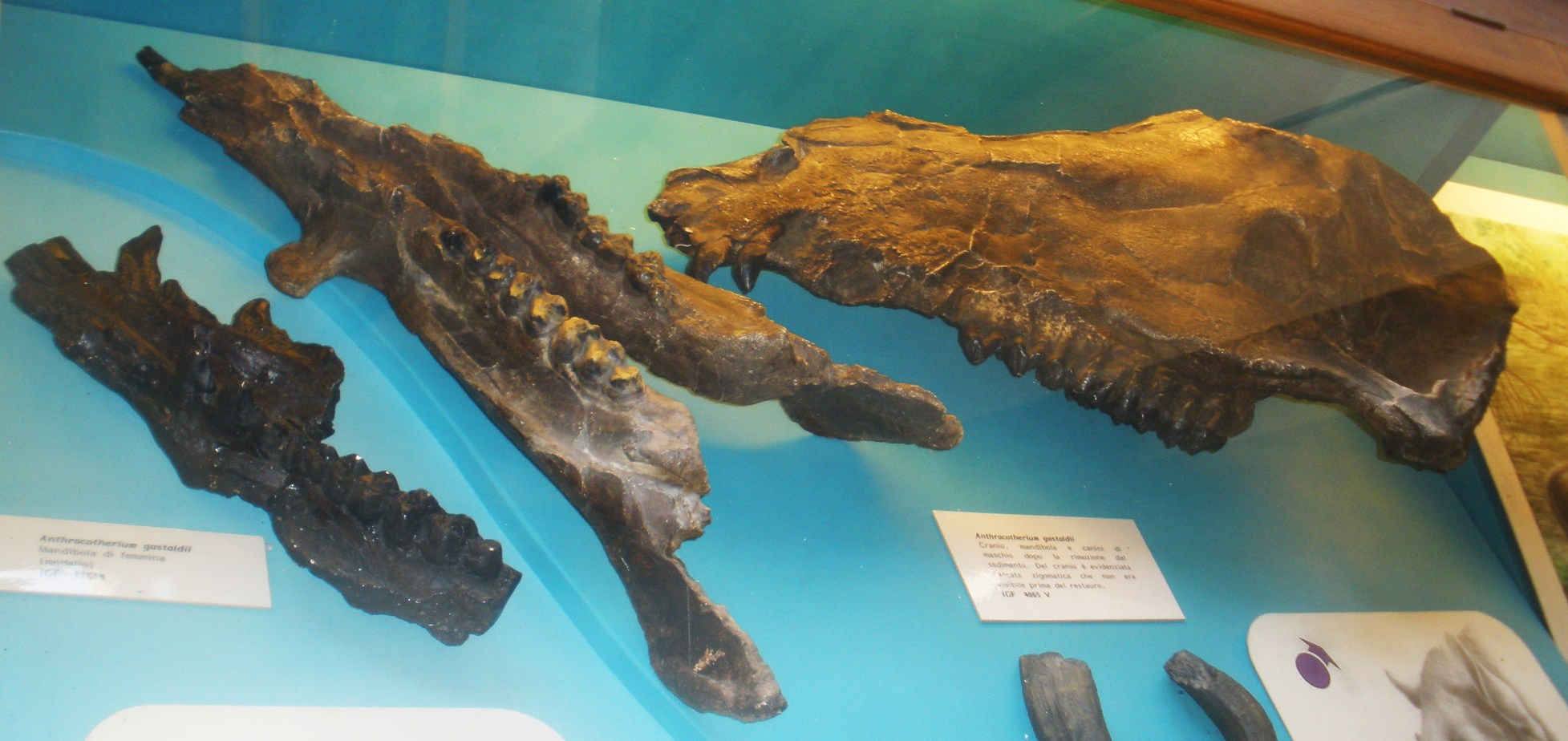
Fossili del cranio e della mandibola di A. gastaldii

## Galleria d'immagini

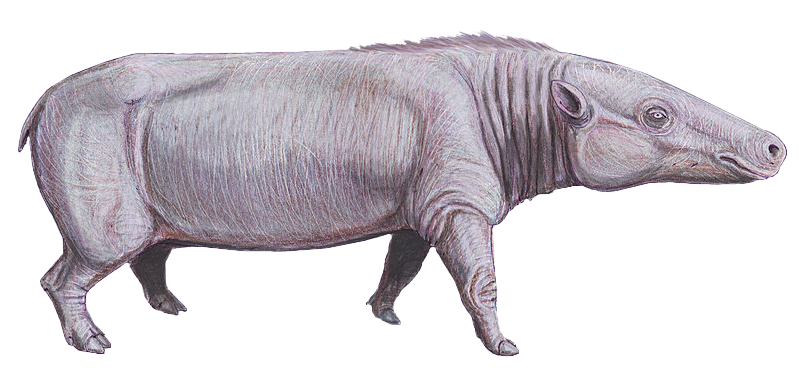
Ricostruzione di Anthracotherium
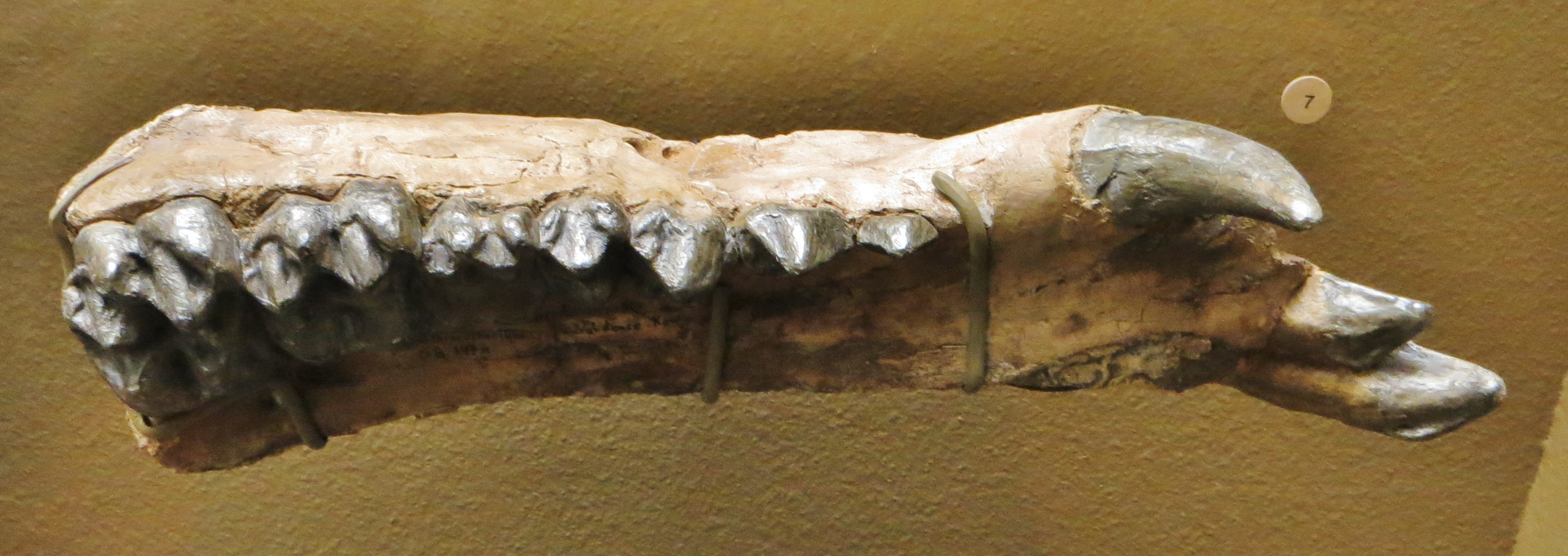
Mandibola di Anthracotherium valdense
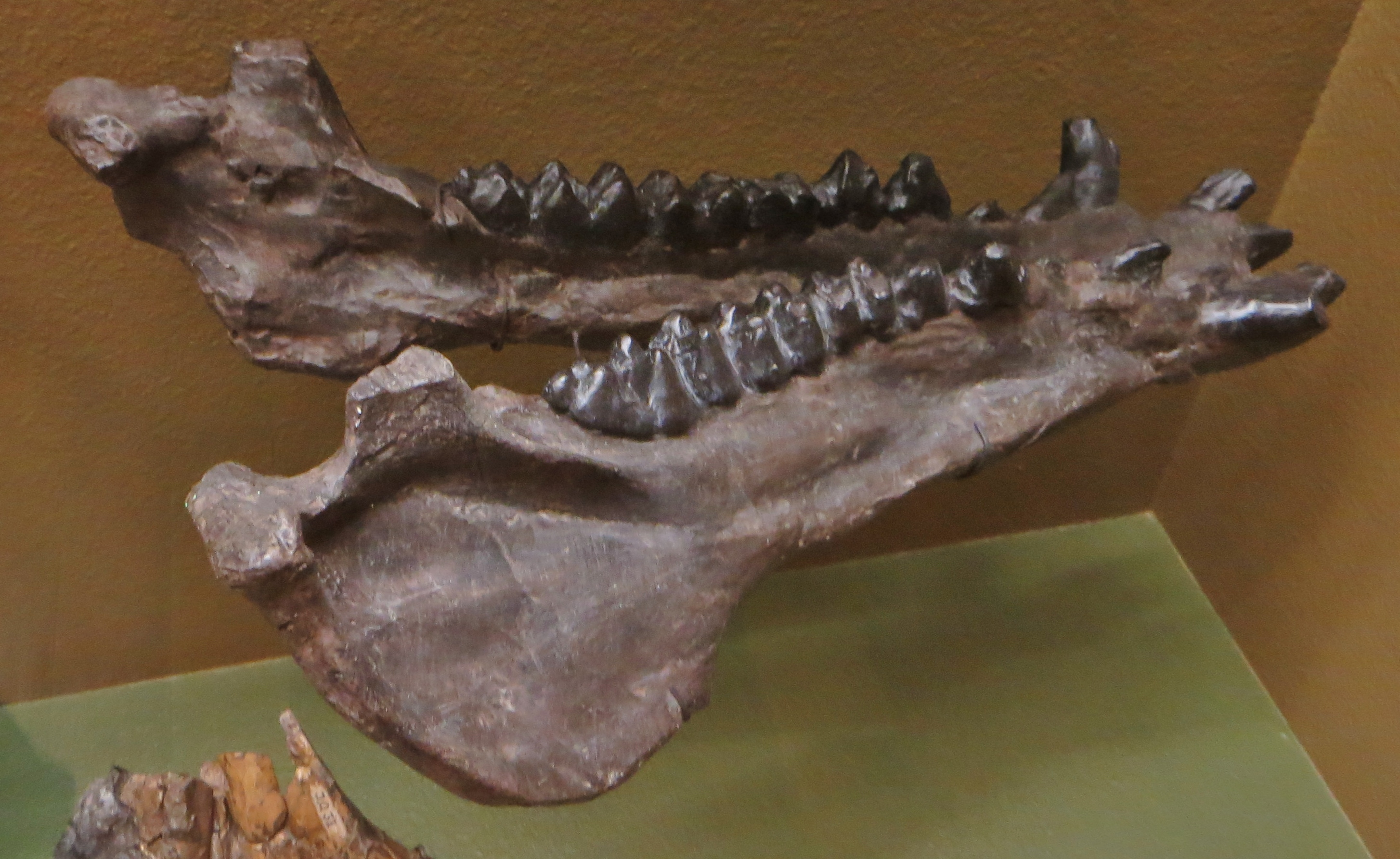
Mandibola di Anthracotherium valdense
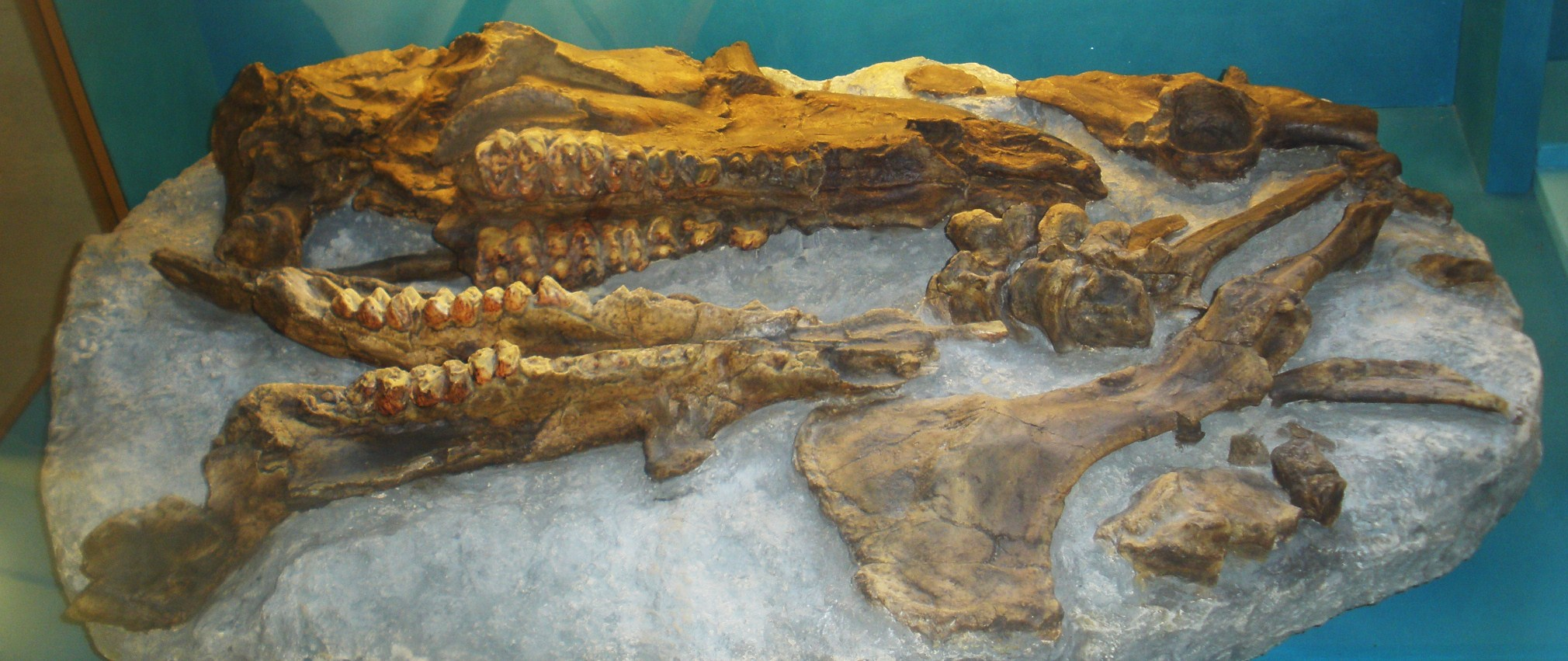
Cranio e mandibola di Anthracotherium gastaldii
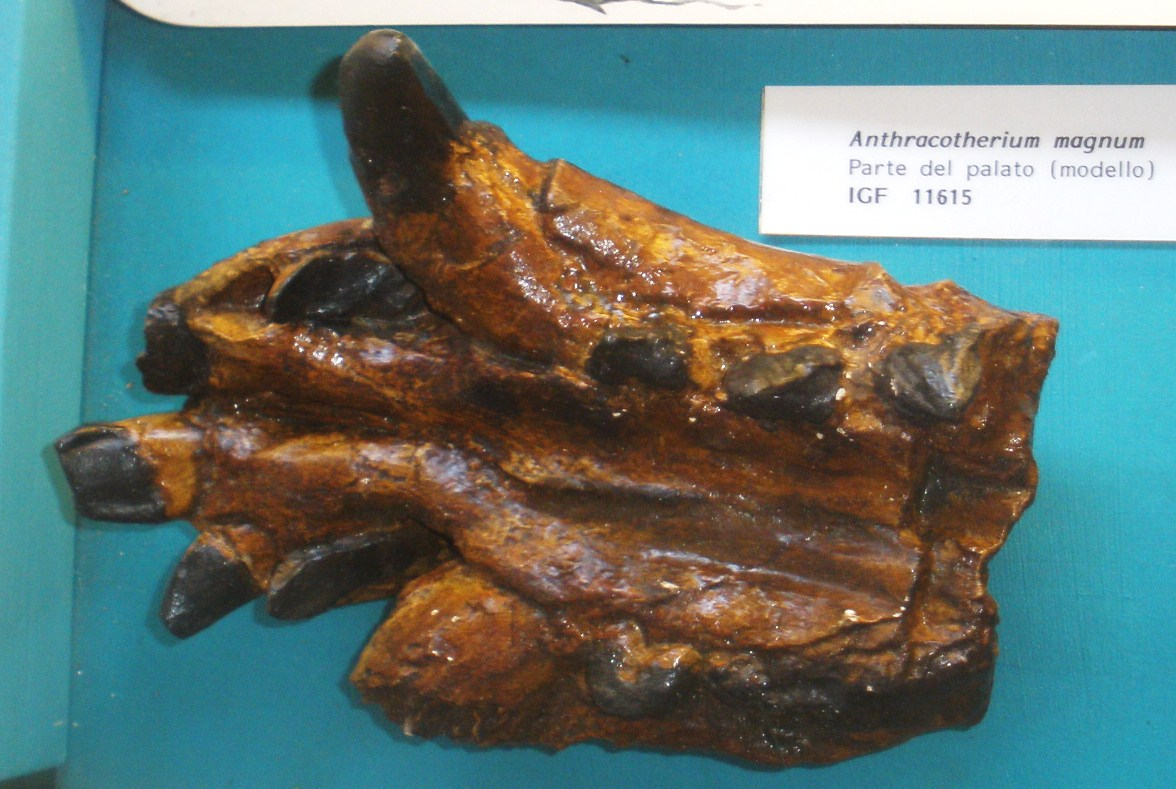
Parte del cranio di Anthracotherium magnum